# Tadeusz Witold Szulc
Tadeusz Witold Szulc, znany również jako Tad Szulc (ur. 25 lipca 1926 w Warszawie, zm. 21 maja 2001 w Waszyngtonie) – amerykański dziennikarz polskiego pochodzenia.

## Życiorys
Był synem Seweryna Szulca i Janiny Baruch Szulc. Uczęszczał do szkoły w Szwajcarii. W 1940 wyemigrował z Polski dołączając do swojej rodziny mieszkającej od połowy lat 30. XX wieku w Brazylii. Tam studiował na Uniwersytecie Brazylijskim, lecz w 1945 porzucił studia dla pracy reportera Associated Press w Rio de Janeiro. W 1949 przeprowadził się do Nowego Jorku i w 1954 uzyskał amerykańskie obywatelstwo.
W latach 1953–1972 był korespondentem The New York Timesa. Podczas swojej dwudziestoletniej pracy w dzienniku był korespondentem m.in. w Azji, Ameryce Łacińskiej, Hiszpanii, Portugalii i Europie Środkowej. W kwietniu 1961, gdy pracował w Miami uzyskał informacje o planowanej przez administrację Kennedy’ego inwazji na Kubę w Zatoce Świń. Artykuł opisujący przygotowania kubańskich emigrantów na Florydzie i w Gwatemali został ostatecznie złagodzony i usunięto z niego informacje, że inwazja ma się odbyć w najbliższym czasie. Faktycznie, sterowana i finansowana przez CIA, inwazja w Zatoce Świń miała miejsce 10 dni później.
W 1968 jako reporter był świadkiem inwazji wojsk Układu Warszawskiego w Czechosłowacji. Po 4 miesiącach od inwazji został wydalony z kraju pod niejasnymi zarzutami.
W 1972 porzucił pracę reportera i zajął się pisaniem książek. Napisał ich 20, a wśród nich m.in. biografię Jana Pawła II i Fidela Castro.
Odznaczono go francuską Legią Honorową.

### Życie prywatne
Miał dwójkę dzieci. W 1998 roku przeszedł operację na otwartym sercu, a rok później został poddany operacji raka kręgosłupa. Zmarł na raka płuc.
Siostrą jego matki była rzeźbiarka i malarka Irena Wiley (1906–1972), żona dyplomaty Johna Coopera Wileya (1893–1967).